# Parque nacional Sarabah
Sarabah es un parque nacional en Queensland (Australia).

## Ubicación
Se encuentra ubicado a 65 km al sur de Brisbane.

## Datos
- Área: 14.160 m²
- Coordenadas: 28°02′54″S 153°07′19″E / -28.04833, 153.12194
- Fecha de Creación: 1973
- Administración: Servicio para la Vida Salvaje de Queensland
- Categoría IUCN: II